# Andrés Olivos
Andrés Olivos Balmaceda (n. Santiago, 8 de julio de 1982) es un músico chileno, principalmente conocido por ser la voz principal y la guitarra rítmica del grupo chileno Difuntos Correa en los años 2003 - 2012.